# Hilda Koller
Hilda Koller (Castro, 7 de febrero de 1938 - ibíd. 9 de julio de 2012) fue una escritora brasileña.
Hilda ingresó a la carrera de Derecho en la Universidad Estadual de Ponta Grossa (UEPG), más pronto percibió que su vocación era la literatura. Trabajó como secretaria en ACARPA – hoy EMATER, y para la Seguridad Social por 15 años, donde por 10 ejerció en Chefia, Región Sur de Paraná. 
Publicó diversas obras, como Jardim da Alma (1966), Pétalas Intelectuais (1967), Suspiros Poéticos (1969), Diários de um Gato (1980), Castro Século XX (2000), entre otros. Escribió también la letra del Himno Municipal de Castro, instituido por Ley Municipal nº 1147/2002.
Hilda figura en dos antologías internacionales, editadas en EE. UU. por la Internacional Writers Association (IWA). Posee 50 diplomas de academias literarias, siendo 22 de academias internacionales de América Latina, EE. Unidos e Europa. Seu nome está presente na Enciclopédia da Literatura Brasileira, de Afrânio Coutinho, 1999.

## Honores

### Membresías
- de la Academia de Letras de Campos Gerais, donde ocupó la silla 40